# Ratingen 04/19
Ratingen 04/19 (offiziell: Ratinger Spielvereinigung Germania 04/19) ist ein Sportverein aus Ratingen im Kreis Mettmann. Die erste Fußballmannschaft der Männer spielt seit dem Aufstieg im Jahre 2012 in der fünftklassigen Oberliga Niederrhein. Die erste Fußballmannschaft der Frauen spielte zwei Jahre in der drittklassigen Regionalliga West und nahm einmal am DFB-Pokal teil.

## Geschichte
Der Verein geht auf den im Jahr 1904 gegründeten FC Alemannia Ratingen zurück. Durch den zwei Jahre später erfolgten Beitritt zum 1865 gegründeten TV Ratingen entstand hier eine Fußballabteilung. Im Jahre 1919 fusionierte die Fußballabteilung des TV Ratingen mit dem 1908 gegründeten BV Vorwärts Ratingen zum TSV Ratingen. Die Fußballabteilung wurde schon ein Jahr später im Rahmen der Reinlichen Scheidung als SpVgg 04 Ratingen eigenständig. Im Jahre 1945 nahm die SpVgg den Namen SG 04 Ratingen an, kehrte jedoch schon fünf Jahre später zum alten Namen zurück. Im Jahre 1965 fusionierte die SpVgg mit dem ESV Germania Ratingen zu Ratingen 04/19.

### Männerfußball
Der erste sportliche Höhepunkt wurde in den 1970er Jahren erreicht, als die Mannschaft 1974 in die damals viertklassige Landesliga aufstieg. Nach vielen Jahren in unteren Spielklassen gelang im Jahre 1997 nach zwei Aufstiegen in Folge der erstmalige Aufstieg in die Verbandsliga Niederrhein. In der Aufstiegssaison konnte die Klasse nur knapp gehalten werden, ehe die Ratinger ein Jahr später Vizemeister wurden. Im Jahre 2000 wurde die Mannschaft erneut Vizemeister und schafften nach einem Entscheidungsspielsieg gegen den VfL Rheinbach den Aufstieg in die Oberliga Nordrhein.
Platz zwölf in der Aufstiegssaison 2000/01 stellte den sportlichen Zenit der Vereinsgeschichte dar. Es folgten weitere Jahre des Abstiegskampfes, ehe im Jahre 2004 der Abstieg folgte. Mit unterschiedlichem Erfolg spielte die Mannschaft in der Verbandsliga weiter, ehe sie sich im Jahre 2012 für die neue, fünftklassige Oberliga Niederrhein qualifizierte. Nach dem Aufstieg spielte man in der Saison 2012/13 immer um die Plätze 2 bis 6. Am Saisonende erreichte die Mannschaft Platz fünf mit 59 Punkten. In der Saison 2013/14 konnten die Ratinger dieses Niveau nicht halten und mussten am Ende sogar noch um den Klassenerhalt kämpfen. Am Ende erreichte man den 15. Platz mit 49 Punkten. In der folgenden Saison 2014/15 erreichte die Mannschaft überraschend Platz drei. Seitdem spielt man im Mittelfeld der Oberliga.

### Frauenfußball
Der Frauenmannschaft von Ratingen 04/19 gelang im Jahre 2005 der Aufstieg in die Regionalliga West. Nach dem achten Platz in der Aufstiegssaison wurde die Mannschaft während der Spielzeit 2006/07 zurückgezogen. In der Saison 2006/07 nahm die Mannschaft zudem am DFB-Pokal teil, wo in der ersten Runde gegen den Zweitligisten 1. FC Lokomotive Leipzig das Aus kam. Erstmals seit dem Rückzug vom Spielbetrieb wurde zur Saison 2015/16 eine neue Frauen-Mannschaft in der Kreisliga Düsseldorf gemeldet.

#### Erfolge
- Niederrheinmeisterschaft: 2004/05
- Niederrhein-Pokalsieger: 2005/2006

## Persönlichkeiten

### Spieler
- Krzysztof Benedyk
- Nathalie Bock
- Olivier Djappa
- Marvin Ellmann
- Murat Jašarević
- Daniel Keita-Ruel
- Christian Knappmann
- Moses Lamidi
- Tim Manstein
- King Manu
- Laura Pucks
- Mike Rietpietsch
- Alban Sabah
- Christa Schäpertöns
- Thorsten Schmugge
- Christoph Semmler
- Sascha Siebert

### Trainer
- Dietmar Grabotin
- Bernd Klotz
- Marek Leśniak
- Dirk Pusch
- Peter Radojewski
- Toni Turek